# Chaerephon jobensis
Chaerephon jobensis (Miller, 1902) è un pipistrello della famiglia dei Molossidi diffuso in Australia, Nuova Guinea e alcune isole vicine.

## Descrizione

### Dimensioni
Pipistrello di piccole dimensioni, con la lunghezza della testa e del corpo tra 51 e 72 mm, la lunghezza dell'avambraccio tra 43,3 e 50 mm, la lunghezza della coda tra 31,3 e 45 mm, la lunghezza del piede tra 10,3 e 12,6 mm, la lunghezza delle orecchie tra 16,4 e 21,3 mm e un peso fino a 13,5 g.

### Aspetto
La pelliccia è corta. Le parti dorsali sono marroni chiazzate di bianco, mentre le parti ventrali sono marroni chiare con le punte dei peli bianche. Il labbro superiore è notevolmente rugoso e copre interamente quello inferiore. Le orecchie sono unite frontalmente da una membrana a forma di V, con 4-5 piccole proiezioni sul margine anteriore e sono coperte di corti peli rigidi. L'antitrago è triangolare e raggiunge quasi l'angolo posteriore del muso. Le membrane alari sono marroni scure. Le dita esterne dei piedi sono ricoperte di rigide setole bianche. Quello più interno inoltre è fornito anche di piccoli peli. La coda è lunga, tozza e si estende per più della metà oltre l'uropatagio.

## Biologia

### Comportamento
Si rifugia nelle cavità degli alberi, in particolare di palme da cocco, sottotetti, grotte e sulle pareti rocciose. Forma colonie fino a 350 individui.

### Alimentazione
Si nutre di insetti volanti catturati negli spazi aperti..

### Riproduzione
Giovani esemplari sono stati osservati nelle colonie in Australia tra dicembre e gennaio. Nessuna delle femmine catturate sull'isola di Seram era sessualmente riproduttiva.

## Distribuzione e habitat
Questa specie è diffusa dalle Isole Molucche attraverso la Nuova Guinea e alcune isole vicine fino all'Australia tropicale.
Vive nei boschi di sclerofille, foreste pluviali primarie e spianate all'interno di foreste fino a 1.400 metri di altitudine.

## Tassonomia
Sono state riconosciute 2 sottospecie:
- C.j.jobensis: Seram, Nuova Guinea, Nuova Britannia, Yapen;
- C.j.colonicus (Thomas, 1906): Australia occidentale, Territorio del Nord e Queensland settentrionali.

## Conservazione
La IUCN Red List, considerato il vasto areale, la tolleranza a diversi tipi di habitat, la popolazione presumibilmente numerosa e la presenza in diverse aree protette, classifica C.jobensis come specie a rischio minimo (Least Concern)).